# Шукання козацтва
Шукання козацтва — одна з форм соціальної боротьби поневолених мас Гетьманщини, які домагалися через державно-адміністративні й судові установи козацьких прав, для чого мусили згідно з царським указом від 16 квітня 1723 року відшукати свій козацький родовід. 
У зв'язку зі значним розмахом руху в 1755 році був виданий гетьманський ордер, яким визначався порядок подання «позовів про козацтво» для міщан і селян «вільних поселень». Можливості «шукачів козацтва» різко обмежилися після видання в 1760 року гетьманського універсалу, підтвердженого царським указом 1763 року, про перехід селян в іншу місцевість лише з письмового дозволу свого володільця. Однак у цілому «шукання козацтва» не втратило своїх масштабів і в 60—70-х роках XVIII століття, і після ліквідації залишків української автономії в 1764—1783 роках, і навіть після фактичного запровадження в Україні кріпацтва в 1783 році.